# Mycastor
Genre
Mycastor est un genre d'insectes lépidoptères (papillons) de la famille des Riodinidae qui se rencontrent en Amérique du Sud.

## Dénomination
Le nom Mycastor leur a été donné par Curtis John Callaghan (d) en 1983.

## Liste des espèces
- Mycastor leucarpis (Stichel, 1925) ; présent au Brésil
- Mycastor nealces (Hewitson, 1871) ; présent au Brésil et en Guyane.
- Mycastor scurrilis (Stichel, 1929) ; présent au Pérou.